# Olle Hjortzberg
Gustaf Olof (Olle) Hjortzberg, född 14 november 1872 i Stockholm, död 8 mars 1959 i Stockholm, var en svensk målare och grafiker. Han har bland annat utsmyckat ett flertal kyrkor.

## Biografi
Olle Hjortzberg var son till överingenjören Arvid Hjortzberg och Maria Henriette Lyon samt bror till Ernst Hjortzberg. Han gick i skola i Linköping men flyttade 1886 till Stockholm, där han arbetade med ornament för svågern och illustratören Agi Lindegren. Som målarlärling medverkade han 1892–1893 i dekorationen av Uppsala domkyrka efter Lindegrens skisser. Hjortzberg gick Kungliga Konsthögskolan i Stockholm 1892–1897. År 1898 gifte han sig med Elin Mathilda Andersson (1872–1944). Med stipendiemedel vistades han 1898–1905 mest i utlandet, först i Nordfrankrike, sedan i Italien, där han studerade frescomålningar, Grekland och Palestina. Efter sin återkomst till Sverige utförde han 28 målningar i Klara kyrka, en rad altartavlor samt dekorativa kompositioner i olika byggnader, bland annat Dramatiska teaterns restaurang och Rosenbads café i Stockholm. År 1913 utförde han målningar i den av Ferdinand Boberg ritade Uppenbarelsekyrkan i Saltsjöbaden. De utfördes i al secco-teknik, det vill säga på torr kalkputs, vilket var den dominerande tekniken inom svenskt medeltida kyrkomåleri. Hjortzberg kombinerade gärna traditionella stildrag med ett modernt formspråk. Han fick därefter uppdraget att dekorera altarväggen i Lars Israel Wahlmans likaledes modernt hållna Engelbrektskyrkan i Stockholm. I dess monumentala kyrkomålningar utvecklade Hjortzberg en sträng stilisering, delvis inspirerad av assyrisk konst, samt mycken lärdom och uppslagsrikedom i symboliken. Bland hans profana arbeten i Stockholm märks hans målningar i Rådhuset och Tekniska högskolan.
Olle Hjortzberg blev lärare vid Konsthögskolan 1909, professor 1911 och direktör 1920. Han har även komponerat förnstermålningar i flera kyrkor samt illustrerat böcker, såsom katekesen, Psalmboken (1912) och Gustaf V:s bibel (1927).
Han utförde som grafiker förlagor till flera svenska frimärken. Hjortzberg gjorde även affischen för Olympiska sommarspelen 1912. Hjortzberg finns representerad vid bland annat Göteborgs konstmuseum, Nationalmuseum i Stockholm, Uppsala universitetsbibliotek, Kalmar konstmuseum, Moderna museet, Norrköpings konstmuseum och Röhsska museet.

### Familj
Olle Hjortzberg var far till arkitekt Folke Hjortzberg. Han hade sin bostad och ateljé i huset Sidensvansen 6 vid Bragevägen 2 nära Engelbrektskyrkan.

## Bildgalleri

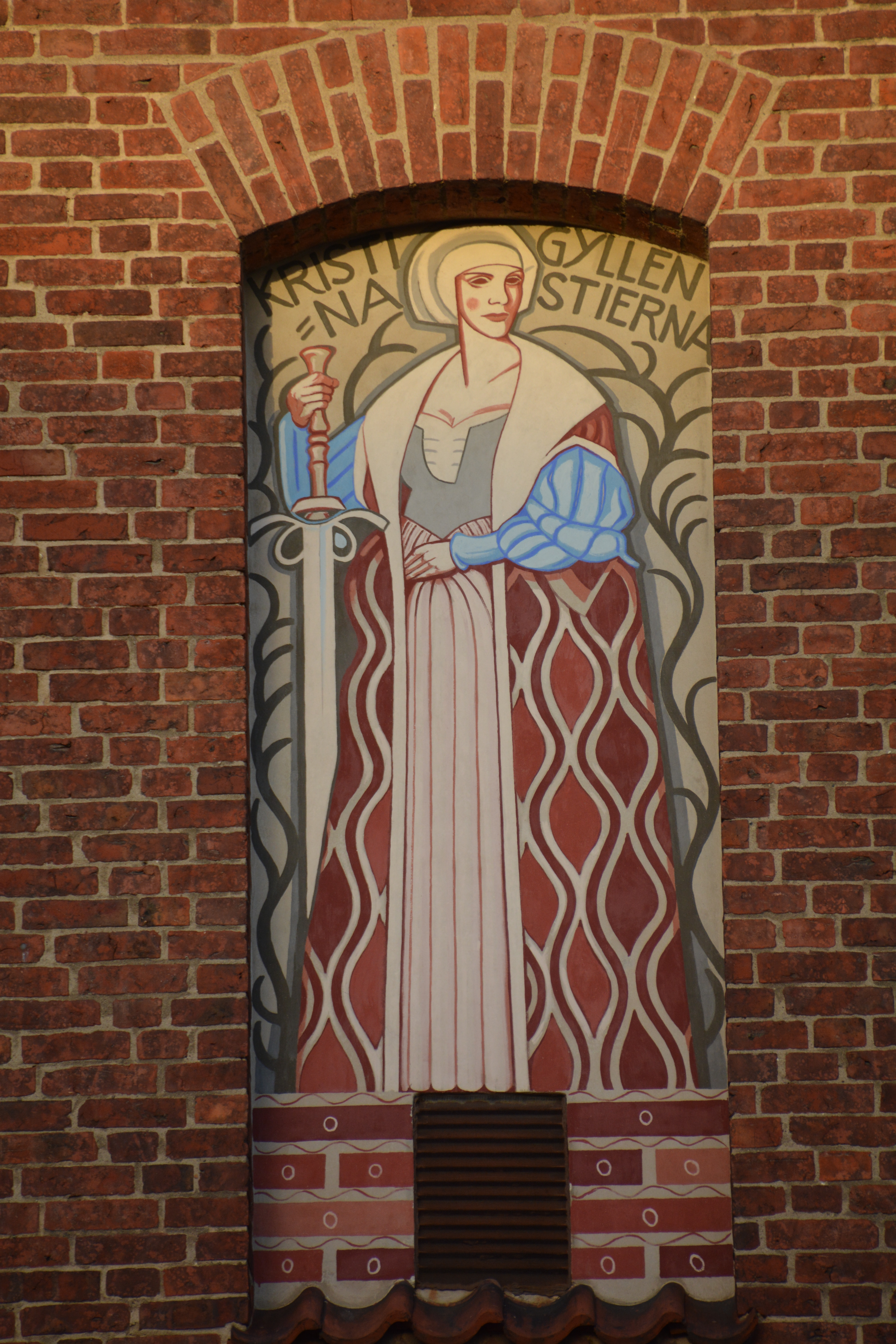
Kristina Gyllenstierna på fasaden till Lindebergska skolan i Lund
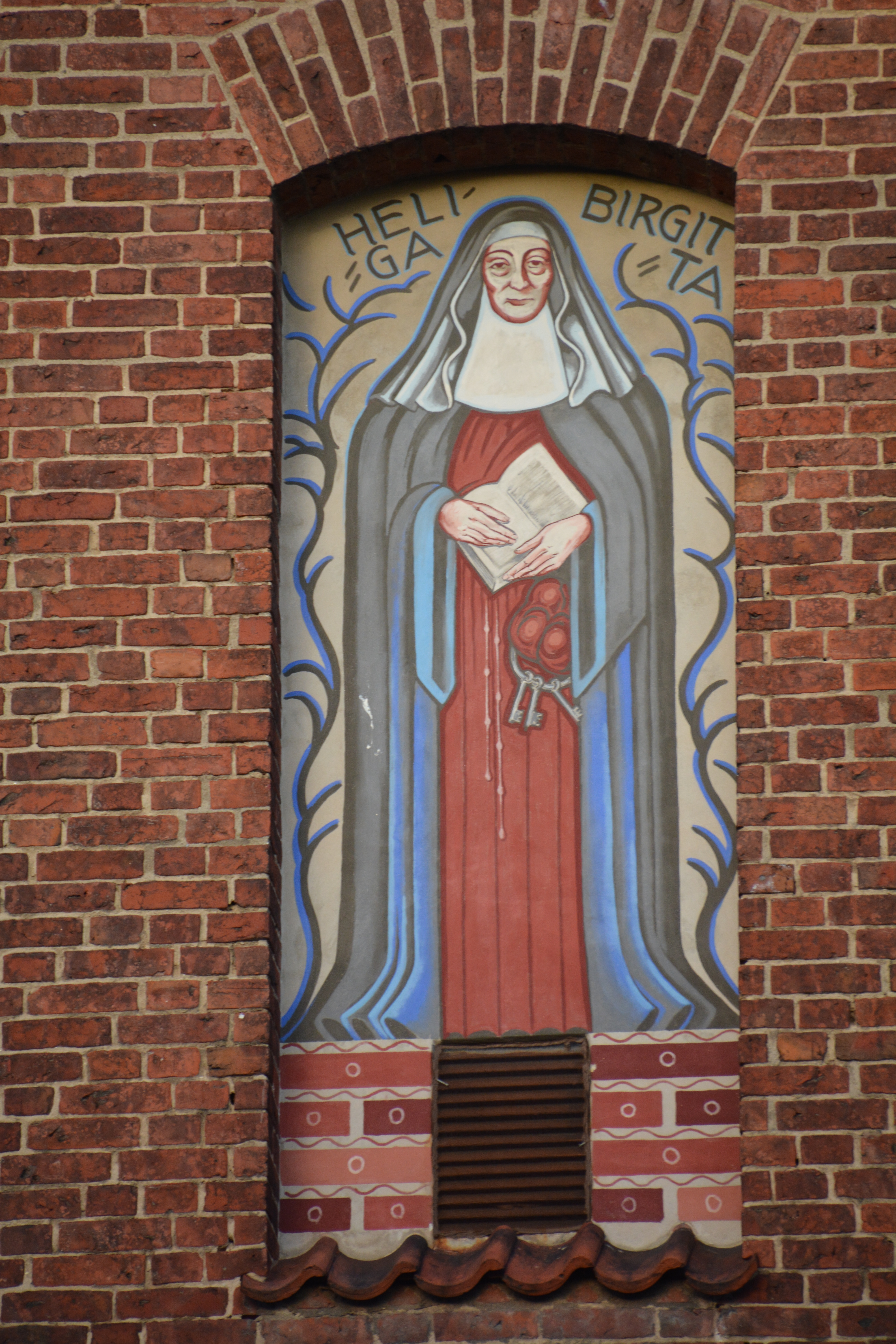
Heliga Birgitta på fasaden till Lindebergska skolan i Lund
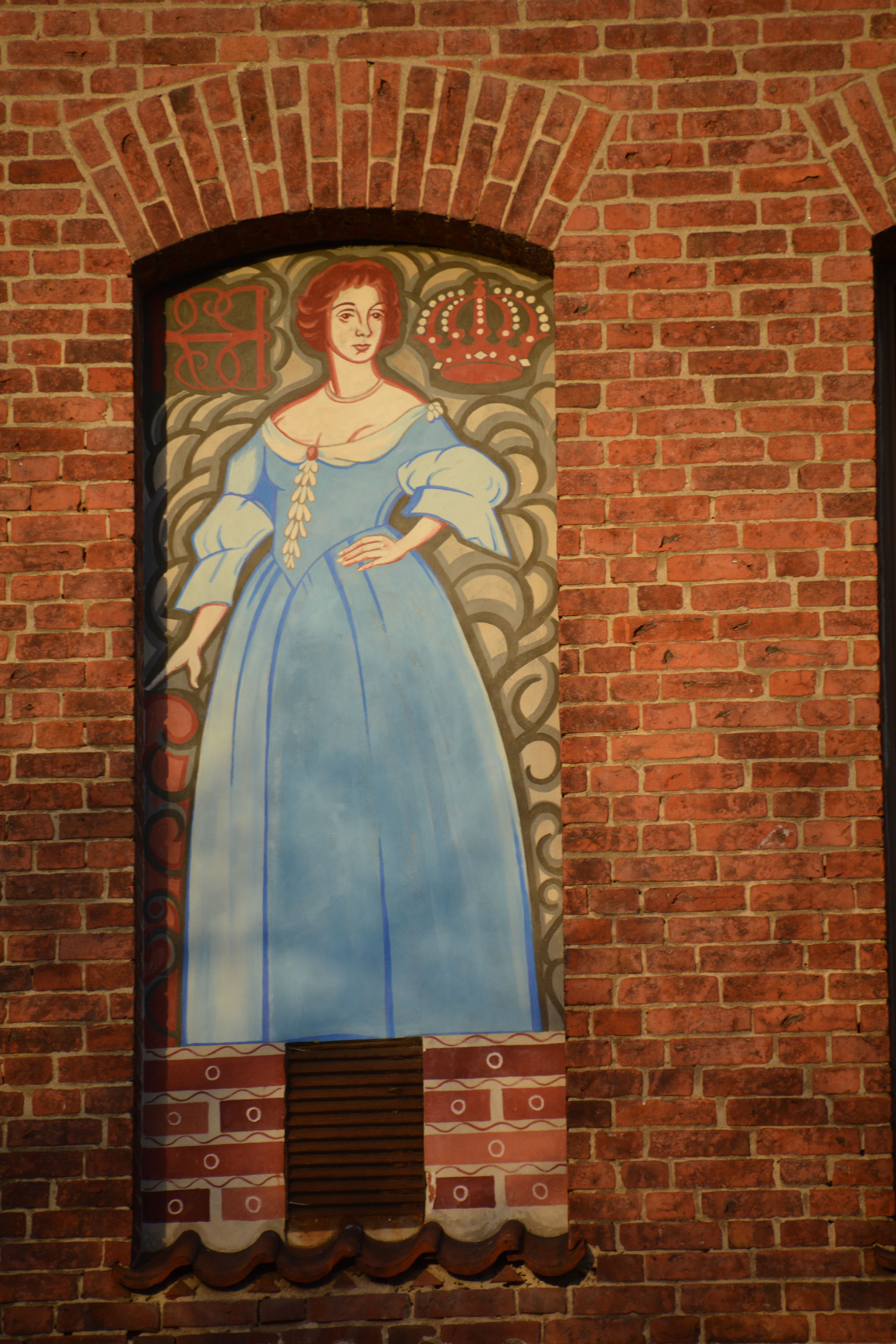
Hedvig Eleonora på fasaden till Lindebergska skolan i Lund
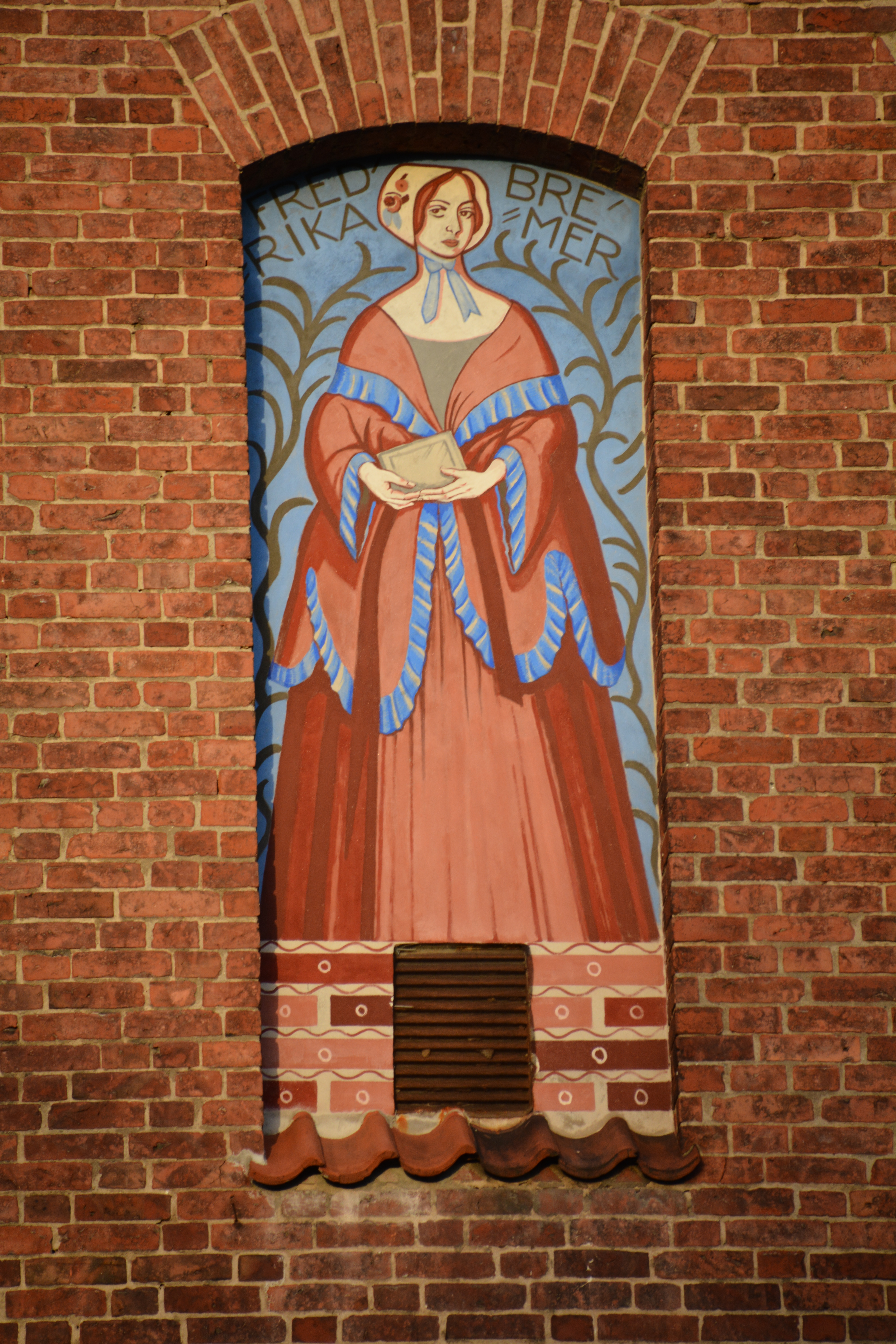
Fredrika Bremer på fasaden till Lindebergska skolan i Lund

## Representerad i bland annat följande kyrkor
- Immanuelskyrkan, Stockholm (gamla Immanuelskyrkan, målningar senare flyttade till nya Immanuelskyrkan)
- Drev-Hornaryds kyrka, Kronobergs län, 1940
- Eds kyrka, Grums[16]
- Engelbrektskyrkan, Stockholm
- S:t Matteus kyrka, Stockholm, 1903 och 1924. Flera väggmålningar, särskilt i koret.
- Sankt Peters kyrka, Stockholm
- Snöstorps kyrka, Halmstad
- Sofia kyrka, Stockholm
- Sperlingsholms kyrka, Halmstad
- Sundbybergs kyrka, Sundbyberg, 1911
- Uppenbarelsekyrkan, Saltsjöbaden
- Missionskyrkan, Eksjö
- Hässelby villastads kyrka, 1939
- Eds kyrka, Upplands Väsby
- Åmåls kyrka, Åmål
- Högbo kyrka, Sandviken, 1949, altartavlan och predikstolen